# Тупа Підкова (герб)
Тупа Підкова (пол. Tępa Podkowa) — шляхетський герб українського походження, яким користувалися понад 130 шляхетних родів України, Литви, Білорусі і Польщі за часів Речі Посполитої. Відомий з початку 16 століття.

## Опис
Герб має в червоному полі зображення срібної підкови рогами вниз, на ній золотий кавалерський хрест, з боків срібні стріли наконечними вниз. Клейнод — над верхом корони половина коронованого лева з мечем в правій лапі.
У блакитному полі герб має підкову рогами донизу. В середині підкови розміщений золотий хрест. Над гербовим щитом розмішений блакитний шолом, побокам щита срібно-золотий намет. На шоломі - золота корона з чорним орлиним крилом.
Існують варіанти герба:
- з синімм полем.

## Історія

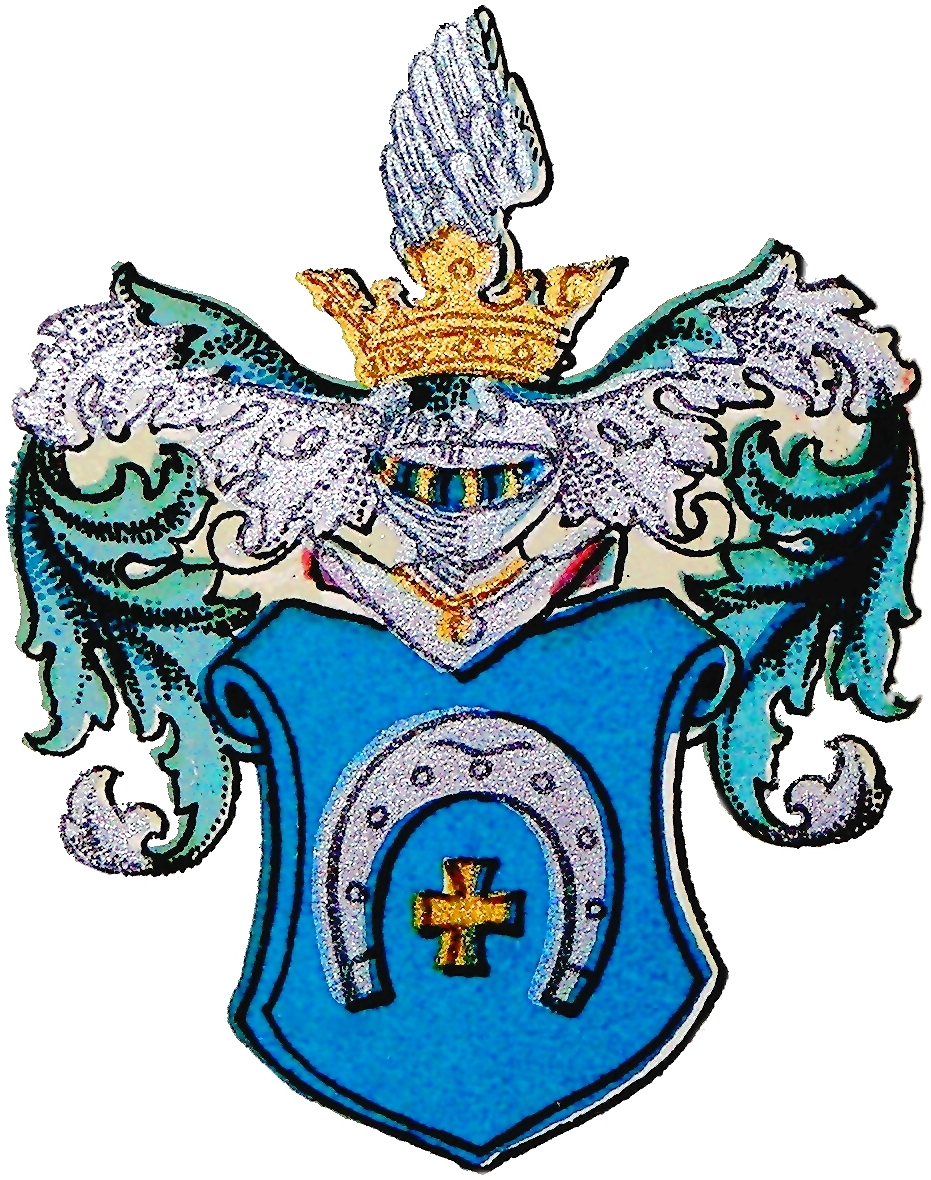
Варіант герба XIX ст.

Поширеним сюжетом давньоукраїнського герботворення виступало зображення підкови кінцями додолу над хрестом. В гербовниках Речі Посполитої цей герб мав назву  
Тупа Підкова (Tępa Podkowa).
Іконографія цього герба є подібною до гербів Яструб, Любич, Побог та ін., але його використовували в основному українські та литовські шляхетські роди.
В той же час відносно пізня поява назви цього герба (не раніше XVI ст.), не означає, що він походив від схожих гербів часів Речі Посполитої, з набором 
подібних фігур (підкова та хрест), що одержують свої назви ще в XIV – на початку XV ст.
Хоча Каспер Несецький, посилаючись на Окольського та Папроцького, стверджує, що лицарі герба Яструбець, прихильники короля Болеслава II Сміливого, після вбивства єпископа Станіслава, покарані вигнанням та конфіскацією їх майна, а герб їх на вічні часи змінено на цей. За словами Яна Длугоша, це були Боживой (Borzywój), син Мсцивоги або Мсцуя (Mścuja), Збилут, Доброгост, Зема, Одоланг та Єнджей, яких відновив у лицарському званні князь Владислав I Герман 1084 року.
Герб Тупа Підкова зустрічається на печатці перемишльського зем'янина Станіслава Страки (печатка 1552 р.).

## Роди
До герба належали понад 130 шляхетських родів, зокрема:
Абрамовичі
Барановські, Бахтіни, Більчинські, Бжезіцькі, Бо(р)живої, Бродецькі, Броновські, Буковські, Бульковські, Буркацькі, Бурницькі, Бутковські
Вазґірди, Ве(р)женські, Веревські, Вишневські, Вишньовські, Відиські, Відзіські, Войдати, Войткевичі, Вольські
Габшевичі, Гальвіллевичі, Гамерські, Ґералтовські, Ґзовські, Голянські, Големінські, Гомолицькі, Гомулицькі, Грабовницькі, Гродецькі, Гутковські
Димінські, Димовські, Димські, Добеславські, Добровольські, Дре(й)лінґи, Дуніковські
Ейдими, Ейдимтти
Жиховські
Закр(ж)евські, Зволинські, Зеленецькі, Зуб(р)жицькі (Зубрицькі), Злотаржевські, Золотаренки
Керсновські, Колаковські, Конарські, Крживанські (Кшиванські), Кукевичі, Кумпікевичі, Куневичі
Лабенцькі, Лабендзькі, Леснецькі, Ломшицькі, Любецькі, Любицькі
Макаревичі, Марачевські, Мацеєвичі (Мацієвичі), Мілевські,  Міончинські, Модалінські, Модлінські, Монтвіди, Монтвіти, Морачевські, М'яновські
Нацелевичі, Нацел(ь)овичі, Нашевські, Невярдовські, Невярдомські, Нейхровичі, Ницькі, Нішовські
Ольшевські, Островські, Остроухи
Пакославські, Пакоші, Папроцькі, Пелка, Перка, Пенкошевські, Потоцькі
Рацевичі, Рачковські (Рончковські), Ржепецькі, Рожновські
Сахровські, Саршовські, Свідерські, Сєдинло, Скшетуські, Скуревичі, Словіки, Срабровські, Ставські, Староленські, Страка, Страхоти, Судинтти, Сцібори
Талько, Тиравські, Томковичі, Товґіни, Товґіновичі, Тшетшевінські, Тумпікевичі
Фальбоські, Фальбовські
Хиженські, Хоєцькі
Чарнецькі, Чернишови, Чубинські, Чижі
Шадзевичі, Шадзянці, Шимбори, Шомовські, Шунко
Щепановичі
Юшковичі
Янишевські (Янішевські), Янишовські, Янушевичі, Янчевські та інш.